# Вилемомбл
Вилемомбл (фр. Villemomble) град је у Француској, у департману Сена Сен Дени.
По подацима из 1999. године број становника у месту је био 26.995.

## Демографија
| 1962.  | 1968.  | 1975.  | 1982.  | 1990.  | 1999.  | 2011.  |
| ------ | ------ | ------ | ------ | ------ | ------ | ------ |
| 24.540 | 28.756 | 28.727 | 27.571 | 26.863 | 26.995 | 28.368 |

## Партнерски градови
- Hardtberg
- Droylsden
- Портимао